# Joseph-Marie de Guastalla
Pour les articles homonymes, voir Guastalla.
Joseph-Marie de Gonzague de Guastalla (Guastalla, 20 avril 1690 – Guastalla, 15 août 1746) est un noble italien, sixième et dernier duc de Guastalla de 1729 à sa mort.

## Biographie

### L'enfance et la jeunesse
Il est le plus jeune fils du duc Vincent Ier de Guastalla, et de Marie-Victoire de Guastalla, la fille de son cousin Ferdinand III de Guastalla, duc de Guastalla. Il est le frère du duc Antoine-Ferdinand de Guastalla et son successeur à partir de 1729.
En 1714, il s'installe dans le royaume de Naples pour prendre possession des territoires de ses ancêtres (le comté de San Paolo), mais dans les premiers mois de l'année suivante, il retourne vers le nord, précisément à Venise après la signature d'une procuration en faveur de sa tante Éléonore de Guastalla, qui est abbesse dans un monastère de Naples. A Venise, Joseph est gardé par les serviteurs de son frère, Antoine, en raison de sa démence. Il est un demi-paralytique, plein de tics et de manies et a peur de la mort. L'exil à Venise se termine le 30 avril 1729, quand il doit retourner à Guastalla pour succéder à son frère mort sans héritier.

### Royaume
A Guastalla, le nouveau duc n'est pas en mesure d'exercer le pouvoir, qui reste fermement dans les mains du premier ministre le comte Pomponius de Spilimbergo. Cette situation est bien connue, même à Vienne (Guastalla était fief impérial), et seulement 5 jours après la prise du pouvoir (le 5 mai 1729), la cour impériale envoie un inspecteur pour vérifier l'aptitude de Joseph à la couronne ducale. Lors de cette visite, il déclare que le duc est susceptible de perfectionnement, et il reste en place, mais par prudence, la Cour impériale arrange son mariage avec une princesse allemande, Eleonora de Schleswig-Holstein-Sonderbourg-Glücksbourg (18 février 1715-mars 1760), la fille du duc Léopold de Schleswig-Holstein-Sonderbourg-Wiesenbourg (1674-1744) et de Marie Elisabeth von und zu Liechtenstein (1683-1744): le mariage est célébré le 29 mars 1731.
Avec le déclenchement de la guerre de Succession de Pologne (1733), l'Italie devient un champ de bataille. Bien que Guastalla ait déclaré sa neutralité, cela n'est pas respecté par l'armée franco-hispano-sarde, qui veut capturer la ville fortifiée de Guastalla, comme base pour ses opérations contre les Autrichiens en Italie du nord. Déjà à la fin de 1733 le duc s'est retiré à Venise avec sa femme. La ville, quelques mois plus tard, est investie par les Franco-Sardes, commandés par Charles-Emmanuel III de Savoie, qui a combattu les Autrichiens à la bataille de Guastalla (19 septembre 1734). À la suite de la victoire de l'alliance franco-sarde, la ville reste dans leurs mains jusqu'en 1736, quand elle est rendue au duc, mais avec une garnison espagnole. La duchesse, avec le soutien de Vienne, réussit à chasser les troupes espagnoles (1739) et à obtenir pour elle-même la régence de son mari invalide.
En 1746, Guastalla, est de nouveau impliquée dans le conflit européen au cours de la guerre de Succession d'Autriche: l'armée Impériale de Marie-Thérèse d'Autriche (1717-1780) et de Charles-Emmanuel III (cette fois-ci allié de l'Empire) bombardent la ville pour chasser les Espagnols, et occupent la ville (le 3 avril 1746). Peu de temps avant cela, les ducs ont fui à Padoue. Joseph meurt en effet le 15 août de la même année à cause d'un coup. Comme le mariage avec Éléonore n'avait pas donné d'enfants, Guastalla est cédée au Saint-Empire romain germanique. Deux ans plus tard, avec le Traité d'Aix-la-Chapelle (1748), le duché est devenu une partie du duché de Parme, jusqu'en 1847, lorsqu'il passe sous le contrôle du duché de Modène et Reggio.